# Kamaszkorom legszebb nyara
A Kamaszkorom legszebb nyara (eredeti cím: Summer of '42) 1971-ben bemutatott amerikai romantikus filmdráma, melyet Herman Raucher forgatókönyvéből Robert Mulligan rendezett. A film zenéjét Michel Legrand szerezte. A főbb szerepekben Jennifer O’Neill és Gary Grimes látható. A film Jennifer O’Neill pályafutásának legemlékezetesebb alakítása, amelyben a kamaszfiúk fantáziáját lángra gyújtó Dorothy szerepét játszotta el, aki visszavárja a második világháborúban harcoló férjét.
Az alkotás 1972-ben a legjobb eredeti zene kategóriájában egyaránt elnyerte az Oscar- és a BAFTA-díjat, illetve több jelöléssel is elismerték különböző kategóriákban.

## Szereplők
| Színész             | Szerep                                       | Magyar hang            | Magyar hang         | Magyar hang            |
| Színész             | Szerep                                       | - 1. szinkron - (1973) | - 2. szinkron - (?) | - 3. szinkron - (1996) |
| ------------------- | -------------------------------------------- | ---------------------- | ------------------- | ---------------------- |
| Jennifer O’Neill    | Dorothy                                      | Borbás Gabi            | Mátrai Márta        | Györgyi Anna           |
| Gary Grimes         | Hermie                                       | Varga Dénes            | Pataki Vilmos       | Gerő Gábor             |
| Jerry Houser        | Oscy                                         | Sztanó László          | Szokol Péter        | Dunai Mihály           |
| Oliver Conant       | Benjie                                       | Sas Attila             | Berkes Gábor        | Simonyi Balázs         |
| Katherine Allentuck | Aggie                                        | Besztercei Zsuzsa      |                     | Szénási Kata           |
| Christopher Norris  | Miriam                                       | Nyers Juli             |                     | Nemes Takách Kata      |
| Lou Frizzell        | gyógyszerész                                 | Láng József            | Láng József         | Szersén Gyula          |
| Robert Mulligan     | narrátor                                     |                        |                     | Kautzky Armand         |
| Walter Scott        | Dorothy férje                                |                        |                     | nem szólal meg         |
| Maureen Stapleton   | Hermie anyja                                 |                        |                     |                        |
| Bette Davis         | Charlotte Vale (Utazás a múltból c. filmben) |                        |                     | Incze Ildikó           |
| Paul Henreid        | Jerry Durrance (Utazás a múltból c. filmben) |                        |                     | Mihályi Győző          |
|                     | Gloria                                       |                        |                     | Dögei Éva              |
|                     | Vásárló a gyógyszertárban                    |                        |                     | Bessenyei Emma         |

## Díjak és jelölések

### Díjak
- Oscar-díj (1972) – Legjobb eredeti filmzene: Michel Legrand
- BAFTA-díj (1972) – Legjobb filmzene: Michel Legrand

### Jelölések
- Oscar-díj (1972) – Legjobb forgatókönyv: Herman Raucher
- Oscar-díj (1972) – Legjobb vágás: Folmar Blangsted
- Oscar-díj (1972) – Legjobb operatőr: Robert Surtees
- Golden Globe-díj (1972) – Legjobb film – drámai kategória
- Golden Globe-díj (1972) – Legjobb rendező: Robert Mulligan
- Golden Globe-díj (1972) – Legjobb első szereplés (férfi): Gary Grimes
- Golden Globe-díj (1972) – Legjobb filmzene: Michel Legrand
- BAFTA-díj (1972) – Legjobb első szereplés (férfi): Gary Grimes